# کامپوفیلونه
کامپوفیلونه (به ایتالیایی: Campofilone) یک کومونه در ایتالیا است که در استان فرمو واقع شده‌است.

## خصوصیات
کامپوفیلونه ۱۲٫۱ کیلومترمربع مساحت و ۱٬۸۸۵ نفر جمعیت دارد و ۲۱۰ متر بالاتر از سطح دریا واقع شده‌است.